# АгроТерра
ГК «АгроТерра» — российская сельскохозяйственная компания, входит в ТОП-20 крупнейших владельцев сельскохозяйственной земли в России. По данным BEFL, в 2023 году под управлением компании находилось 265 000 гектаров. Компания выращивает кукурузу, сою, сахарную свеклу, рапс, пшеницу и подсолнечник, производит семена пшеницы, сои, гибридов кукурузы и подсолнечника, а также оказывает услуги региональным фермерам: от финансирования до выкупа урожая.
В группу компаний «АгроТерра» входят 22 хозяйства в Курской, Липецкой, Орловской, Пензенской, Рязанской, Тамбовской и Тульской областях. Группе принадлежат 19 баз хранения и элеваторов, общей мощностью 500 000 тонн. Оросительная сеть компании покрывает более 3600 га полей в Солнцевском и Горшеченском районах Курской области.

## История
Компания была создана в 2008 году американской инвестиционной компанией NCH Capital Inc, основанной гражданином США с украинскими корнями Джорджем Рором. Он начал инвестировать в активы на территории бывшего СССР с начала 1990-х годов. К 2012 году его компании владели более 800 000 га земли на Украине, в России, Болгарии, Румынии и Казахстане. 
В 2014 году компания начала самостоятельное производство семян пшеницы и сои.
В 2015 году создала собственный Центр развития технологий, где начали испытывать сорта основных культур компании, а также технологии растениеводства, в том числе технологии, направленные на сокращение выбросов парниковых газов.
В 2020 году на базе элеваторного комплекса в Курской области компания запустила в эксплуатацию инфраструктура подработки семян пшеницы и сои. В 2021 году компания удвоила производственные мощности.
В мае 2023 года компания представила свои планы по дальнейшему развитию семеноводческого направления бизнеса, в том числе по созданию и производству семян и гибридов, приспособленных к агроклиматическим условиям Центрального Черноземья.
В декабре 2023 года компания стала одним из лауреатов первой Национальной премии «Лидеры искусственного интеллекта» за проект «ML-прогнозирование урожайности сельскохозяйственных культур».
8 апреля 2024 года президент РФ Владимир Путин подписал указ о передаче долей в уставном капитале компаний группы от иностранных компаний во временное управление Росимущества.
В 2024 году компания запустила собственный бренд семян сельскохозяйственных культур под названием RELIX. Под этим брендом выпускаются семена сои, пшеницы, ячменя, гороха, гибридов кукурузы и подсолнечника, а также инокулянты. Продукция производится на полях компании с применением технологий орошения и подрабатывается на собственных семенных линиях. По заявлению компании, семена адаптированы к агроклиматическим условиям различных регионов России.